# Kościół Chrystusa Króla w Chojnie-Wsi
Kościół Chrystusa Króla – katolicki kościół parafialny zlokalizowany w Chojnie-Wsi (gmina Wronki).

## Historia i architektura
Działania mające na celu powołanie w Chojnie parafii rozpoczęto w 1916 (wcześniej wieś należała do parafii w Biezdrowie). Inicjatorem działań w tym kierunku był Wojciech Nowak (kelner z Berlina osiadły w Chojnie) i ksiądz Korneliusz Metelski z Biezdrowa. W końcu 1917 zakupiono od oberżysty Pawła Kramera gospodarstwo (obecne probostwo) z przeznaczeniem na kaplicę i obiekty towarzyszące. W tym samym roku kaplica pod wezwaniem św. Wojciecha zaczęła funkcjonować. 1 października 1919 erygowano parafię chojeńską (proboszczem został ks. Korneliusz Metelski). 
23 września 1926 proboszcz Franciszek Kopeć zainicjował prace przy budowie kościoła. 27 października 1926 wmurowano kamień węgielny. Projektantem neobarokowej świątyni był architekt Kruger (Krüger) z Wronek, a wykonawcą budowy firma budowlana Andrzeja i Leona Skrzypczaków z Chojna. 15 lipca 1928 odbyło się poświęcenie dzwonów wykonanych w wytwórni Białkowskiego w Poznaniu (mistrz Antoni Białkowski). 7 października 1928 miała miejsce konsekracja kościoła, której dokonał prymas Polski August Hlond, będący także fundatorem ołtarza głównego. 30 maja 1936 świątynia została okradziona z większości cennych sprzętów. W tym czasie wybijano też szyby na probostwie i pobito Wojciecha Nowaka. Wydarzenia te związane były z konfliktem we wsi na tle przybycia nowego proboszcza - Antoniego Szymczaka, którego część parafian nie zaakceptowała (ostatecznie odszedł w tym samym roku). 1 września 1937 kościół wizytował biskup Walenty Dymek. 11 kwietnia 1938 rolnik Piotr Piasek przekazał 4,56 ha ziemi dla kościoła z przeznaczeniem na cmentarz.
W czasie II wojny światowej kościół działał do września 1941, a potem został zamknięty przez okupantów hitlerowskich (kilka razy po tej dacie odbyły się tajne nabożeństwa). W 1942 Niemcy ukradli z kościoła wszystkie dzwony oraz sygnaturkę (w październiku 1948 świątynia otrzymała inny dzwon). Kościół nie doznał poza tym zniszczeń wojennych. W 1949 odbył się drobny remont i malowanie. 23 czerwca 1950 w kościele gościł abp Walenty Dymek. W 1952 odbył się remont dachu. 9 maja 1969 kanoniczną wizytę składał bp Tadeusz Etter. W 1973 odbył się kolejny remont świątyni (m.in. prace tynkarskie). Odnowiono też wieżę. 27 marca 1993 miała miejsce wizytacja biskupa Zdzisława Fortuniaka. 26 listopada 1995 poświęcono nową kaplicę przedpogrzebową, powstałą według projektu Bernarda Skorupskiego z Poznania.
Pod chórem kościelnym wmurowana jest tablica pamiątkowa ku czci trzydziestu ofiar poległych w latach 1914-1920. Na krzyżu misyjnym widnieją następujące daty: 1978, 1988, 1996 i 2000.

## Galeria

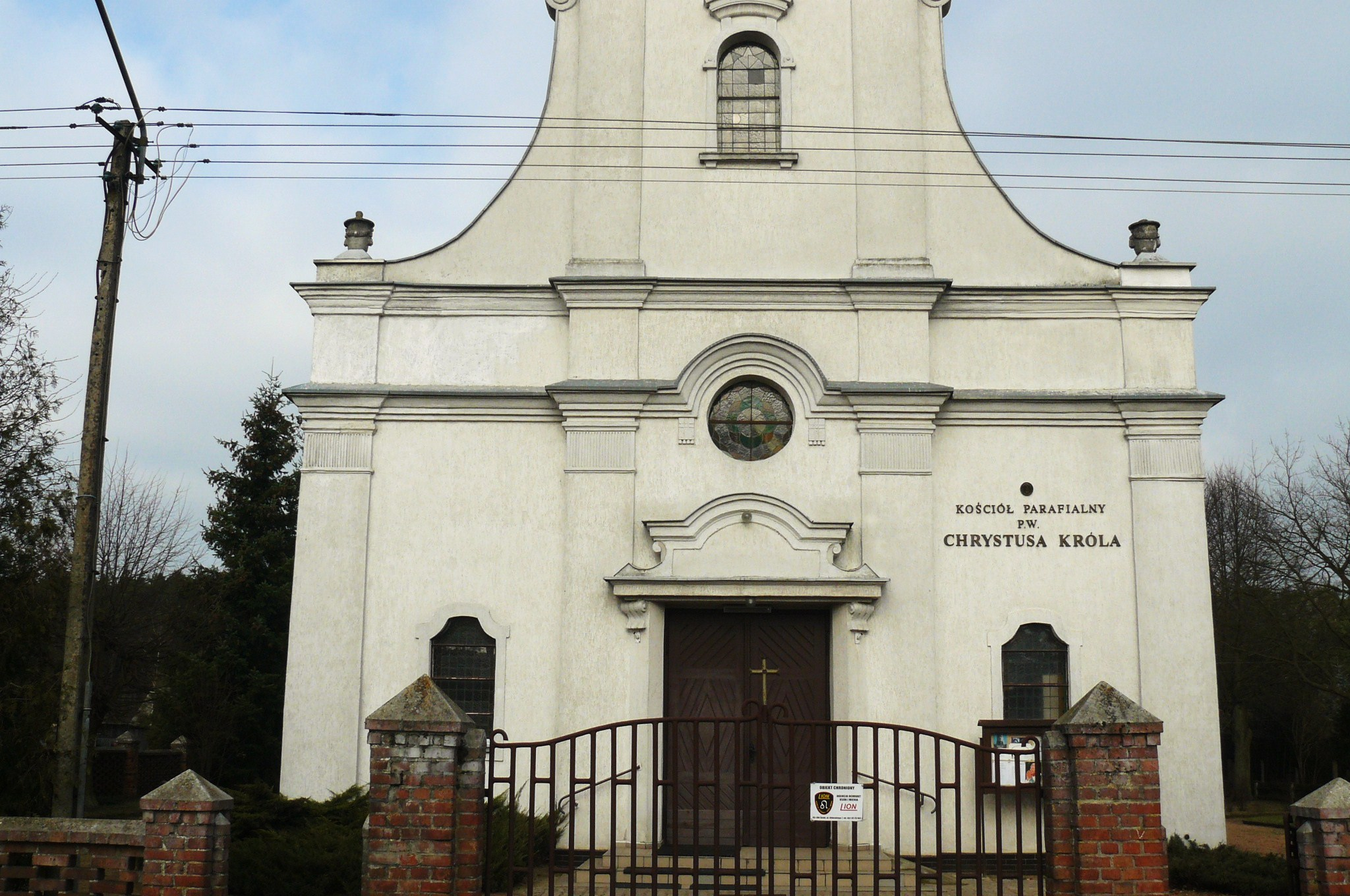
Portal wejściowy
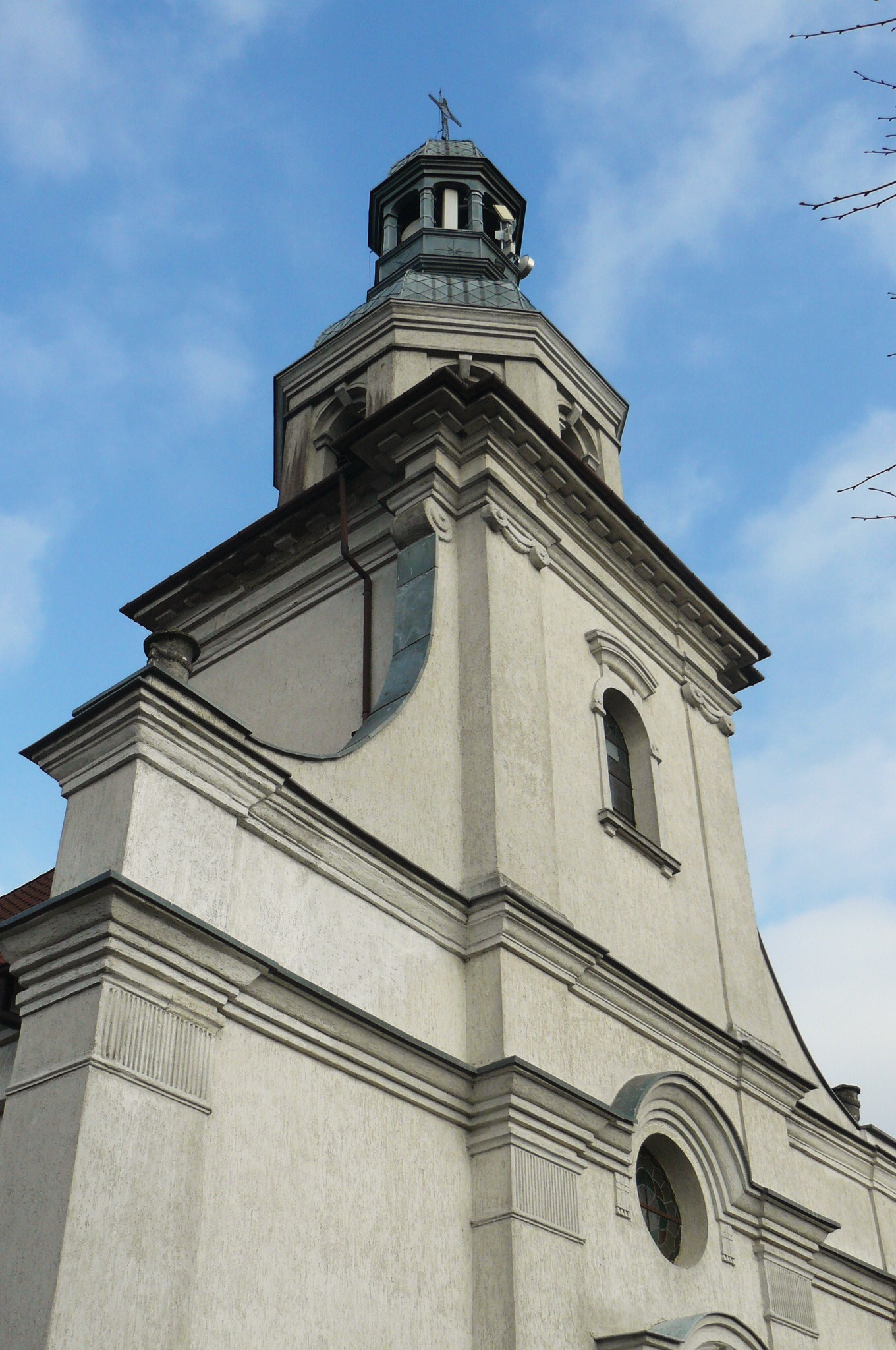
Wieża
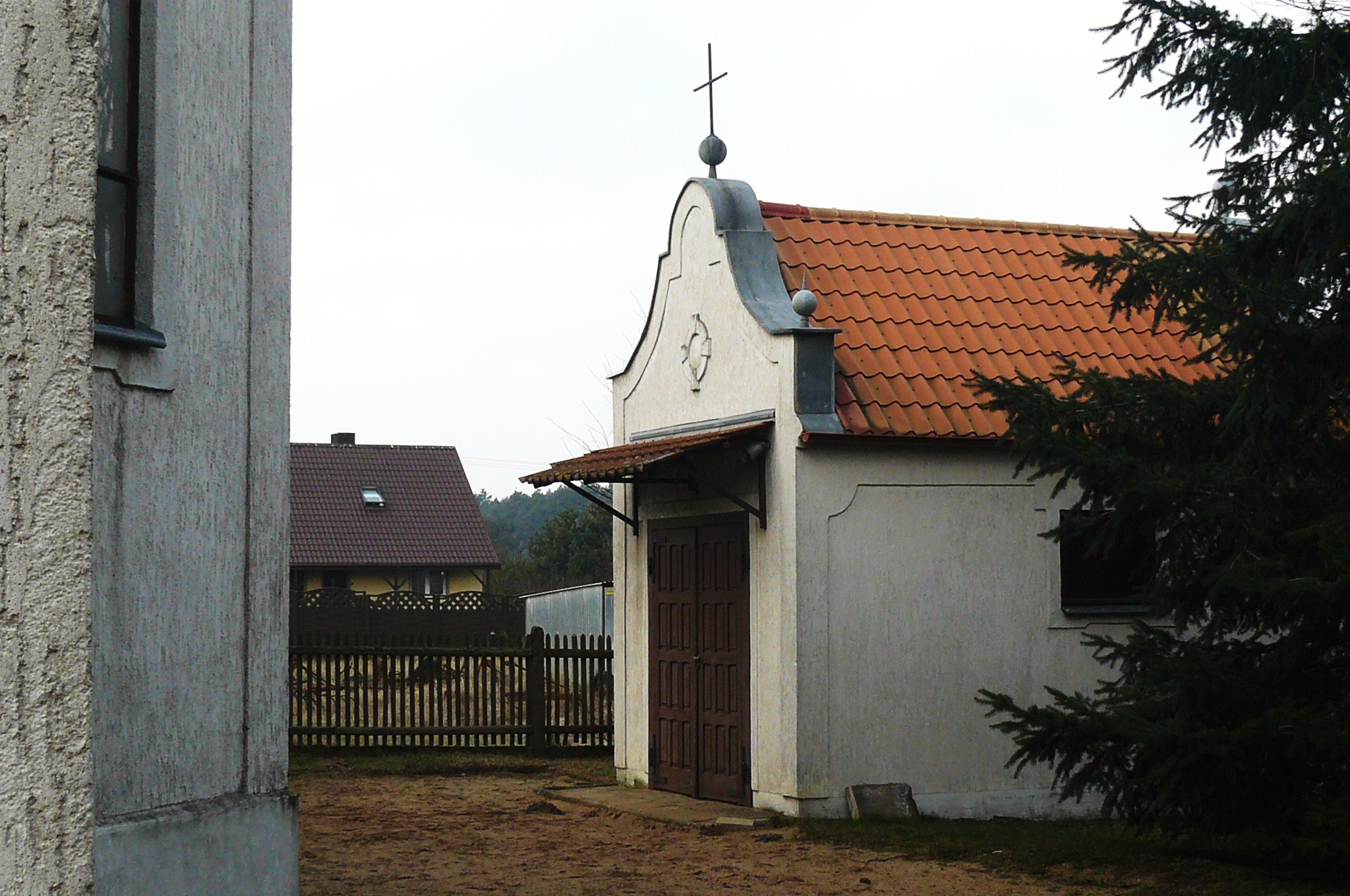
Kaplica